# Рената Томанова
Рената Томанова (чеськ. Renáta Tomanová, нар. 9 грудня 1954) — колишня професійна чехословацька тенісистка.
Найвищу одиночна позиція світового рейтингу — 22 місце.

## Фінали турнірів Великого шолома

### Одиночний розряд (2 поразки)
| Результат | Рік  | Championship                           | Покриття | Опонент              | Рахунок       |
| --------- | ---- | -------------------------------------- | -------- | -------------------- | ------------- |
| Поразка   | 1976 | Відкритий чемпіонат Австралії з тенісу | Трава    | Івонн Гулагонг-Коулі | 2–6, 2–6      |
| Поразка   | 1976 | Відкритий чемпіонат Франції з тенісу   | Ґрунт    | Сью Баркер           | 2–6, 6–0, 2–6 |

### Women's doubles: 2 (1 титул, 1 поразка)
| Результат | Рік  | Championship                           | Покриття | Партнер            | Опоненти                          | Рахунок  |
| --------- | ---- | -------------------------------------- | -------- | ------------------ | --------------------------------- | -------- |
| Поразка   | 1976 | Відкритий чемпіонат Австралії з тенісу | Трава    | Леслі Тернер Боурі | Івонн Гулагонг-Коулі Гелен Гурлей | 1–8      |
| Перемога  | 1978 | Australian Open                        | Трава    | Бетсі Нагелсен     | Сато Наоко Пем Вайткросс          | 7–5, 6–2 |

### Mixed doubles: 2 (1 титул, 1 поразка)
| Результат | Рік  | Championship                         | Покриття | Партнер          | Опоненти                        | Рахунок       |
| --------- | ---- | ------------------------------------ | -------- | ---------------- | ------------------------------- | ------------- |
| Перемога  | 1978 | Відкритий чемпіонат Франції з тенісу | Ґрунт    | Павел Сложил     | Вірджинія Рузіч Патріс Домінгес | 7–6 ret.      |
| Поразка   | 1980 | French Open                          | Ґрунт    | Станіслав Бірнер | Енн Сміт Біллі Мартін           | 6–2, 4–6, 6–8 |

## Одиночні досягнення у турнірах Великого шолома
| Турнір                                 | 1973  | 1974  | 1975  | 1976  | 1977  | 1977  | 1978  | 1979  | 1980  | 1981  | 1982  | 1983  | 1984  | 1985  | 1986  | Career SR |
| -------------------------------------- | ----- | ----- | ----- | ----- | ----- | ----- | ----- | ----- | ----- | ----- | ----- | ----- | ----- | ----- | ----- | --------- |
| Відкритий чемпіонат Австралії з тенісу | A     | A     | A     | Ф     | A     | A     | ЧФ    | ПФ    | 2р    | 1р    | 2р    | A     | A     | A     | NH    | 0 / 6     |
| Відкритий чемпіонат Франції з тенісу   | 3р    | 1р    | 3р    | Ф     | ЧФ    | ЧФ    | 2р    | ЧФ    | 1р    | 2р    | 2р    | 1р    | LQ    | LQ    | A     | 0 / 11    |
| Вімблдонський турнір                   | 1р    | 2р    | 3р    | 3р    | 3р    | 3р    | 3р    | 1р    | 1р    | 3р    | 2р    | 1р    | LQ    | A     | A     | 0 / 11    |
| Відкритий чемпіонат США з тенісу       | A     | A     | 1р    | 3р    | 2р    | 2р    | 3р    | 2р    | 2р    | 3р    | 1р    | 1р    | A     | LQ    | A     | 0 / 9     |
| SR                                     | 0 / 2 | 0 / 2 | 0 / 3 | 0 / 4 | 0 / 3 | 0 / 3 | 0 / 4 | 0 / 4 | 0 / 4 | 0 / 4 | 0 / 4 | 0 / 3 | 0 / 0 | 0 / 0 | 0 / 0 | 0 / 37    |
| Рейтинг на кінець року                 |       |       | 44    | 48    | 24    | 24    | 38    | 44    | 48    | 56    | 85    | 146   | 264   | 217   | 346   |           |

## Фінали турнірів WTA

### Одиночний розряд: 9 (4 титули, 5 поразок)
| Результат | W/L | Дата     | Турнір                                 | Покриття | Опонент              | Рахунок        |
| --------- | --- | -------- | -------------------------------------- | -------- | -------------------- | -------------- |
| Поразка   | 0–1 | 1976     | Відкритий чемпіонат Австралії з тенісу | Трава    | Івонн Гулагонг-Коулі | 2–6, 2–6       |
| Перемога  | 1–1 | Тра 1975 | Гамбург, West Німеччина                | Ґрунт    | Савамацу Кадзуко     | 7–6, 5–7, 10–8 |
| Поразка   | 1–2 | Тра 1976 | Гамбург, West Німеччина                | Ґрунт    | Сью Баркер           | 3–6, 1–6       |
| Поразка   | 1–3 | 1976     | Відкритий чемпіонат Франції з тенісу   | Ґрунт    | Сью Баркер           | 2–6, 6–0, 2–6  |
| Перемога  | 2–3 | Лип 1976 | Swedish Open, Швеція                   | Ґрунт    | Гелена Анліот        | 6–3, 6–2       |
| Перемога  | 3–3 | Жов 1976 | Madrid, Іспанія                        | Ґрунт    | Вірджинія Рузіч      | 3–6, 6–4, 6–2  |
| Поразка   | 3–4 | Тра 1977 | Internazionali d'Italia 1977, Італія   | Ґрунт    | Джанет Ньюберрі      | 3–6, 6–7(5–7)  |
| Перемога  | 4–4 | Лип 1977 | Kitzbühel, Австрія                     | Ґрунт    | Катя Еббінгаус       | 6–3, 7–5       |
| Поразка   | 4–5 | Лип 1982 | Гамбург, West Німеччина                | Ґрунт    | Ліса Бондер          | 3–6, 2–6       |

### Парний розряд: 7 (4 титули, 3 поразки)
| Результат | W/L | Дата     | Турнір                                 | Покриття | Партнер            | Опоненти                          | Рахунок  |
| --------- | --- | -------- | -------------------------------------- | -------- | ------------------ | --------------------------------- | -------- |
| Перемога  | 1–0 | Тра 1975 | Гамбург, West Німеччина                | Ґрунт    | Даянн Фромголтц    | Пауліна Пелед Савамацу Кадзуко    | 6–3, 6–2 |
| Поразка   | 1–1 | 1976     | Відкритий чемпіонат Австралії з тенісу | Трава    | Леслі Тернер Боурі | Івонн Гулагонг-Коулі Гелен Гурлей | 1–8      |
| Поразка   | 1–2 | Гру 1976 | Сідней, Австралія                      | Трава    | Даянн Фромголтц    | Гелен Гурлей Бетсі Нагелсен       | 4–6, 1–6 |
| Перемога  | 2–2 | Гру 1977 | London, UK                             | Тверде   | Біллі Джин Кінг    | Бетті Стеве Вірджинія Вейд        | 6–2, 6–3 |
| Перемога  | 3–2 | Січ 1979 | Australian Open                        | Трава    | Бетсі Нагелсен     | Сато Наоко Пем Вайткросс          | 7–5, 6–2 |
| Перемога  | 4–2 | Тра 1980 | Мастерс Рим, Італія                    | Ґрунт    | Гана Мандлікова    | Іванна Мадруга Адріана Віллагран  | 6–4, 6–4 |
| Поразка   | 4–3 | Лип 1980 | Кіцбюель, Австрія                      | Ґрунт    | Гана Мандлікова    | Клаудія Коде-Кільш Ева Пфафф      | w/o      |